# Arthur Moritz Schönflies
Arthur Moritz Schoenflies, a veces escrito Schönflies, (17 de abril de 1853-27 de mayo de 1928) fue un Matemático y cristalógrafo alemán. Profesor en las universidades de Königsberg y de Fráncfort del Meno. Estudió los grupos de movimientos en el espacio y dedujo los 230 grupos de simetría cristalografía independientemente de S.S.Fiodorov.
- Datos: Q61748
- Multimedia: Arthur Schoenflies / Q61748